# ريتشارد كنوبر
ريتشارد كنوبر (بالهولندية: Richard Knopper)‏ (29 أغسطس 1977 برايسفايك في هولندا - ) هو لاعب كرة قدم هولندي في مركز الوسط. لعب مع أدو دين هاغ وأريس تسالونيكي وأياكس أمستردام وفيتيسه آرنهم ونادي هيرنفين وPSM Makassar ‏ وVV Haaglandia ‏.

## وصلات خارجية
- ريتشارد كنوبر على موقع قاعدة بيانات كرة القدم.إي يو (الإنجليزية)